# Municipio de Franklin (condado de Little River)
El municipio de Franklin (en inglés: Franklin Township) es un municipio ubicado en el condado de Little River en el estado estadounidense de Arkansas. En el año 2010 tenía una población de 1083 habitantes y una densidad poblacional de 9,22 personas por km².

## Geografía
El municipio de Franklin se encuentra ubicado en las coordenadas 33°41′4″N 93°59′30″O / 33.68444, -93.99167. Según la Oficina del Censo de los Estados Unidos, el municipio tiene una superficie total de 117.44 km², de la cual 94,66 km² corresponden a tierra firme y (19,4 %) 22,78 km² es agua.

## Demografía
Según el censo de 2010, había 1083 personas residiendo en el municipio de Franklin. La densidad de población era de 9,22 hab./km². De los 1083 habitantes, el municipio de Franklin estaba compuesto por el 94,64 % blancos, el 2,22 % eran afroamericanos, el 1,75 % eran amerindios, el 0,09 % eran asiáticos, el 1,11 % eran de otras razas y el 0,18 % eran de una mezcla de razas. Del total de la población el 1,94 % eran hispanos o latinos de cualquier raza.